# Trisitors
Trisitors è stato un programma televisivo italiano trasmesso da Italia 1 nell'estate 1989, dal 4 giugno al 3 settembre, la domenica in prima serata per dodici puntate. Era condotto dal gruppo comico dei Trettré.

## Il programma
Trisitors è stato condotto dai Trettré (Mirko Setaro, Edoardo Romano e Gino Cogliandro), nato da un'idea del membro Setaro. Il trio interpretava tre alieni (il titolo è una parodia di V - Visitors, telefilm di grande successo trasmesso in Italia da Canale 5) provenienti dal pianeta Sanmarziano, che aveva bandito la tv in quanto superata, e scesi sulla terra per carpire i segreti della televisione italiana per reintrodurla. In seguito ad un accordo con Silvio Berlusconi, che garantiva loro questo "apprendistato" in cambio dell'esclusiva pubblicitaria sul loro pianeta, gli alieni sono dunque sbarcati a Cologno Monzese venendo accolti da una delegazione nominata dallo stesso Berlusconi e composta da Tinì Cansino e tre "hostess": Sabrina Cadini, che rappresentava Canale 5, Annamaria Dell'Atte, attribuita a Italia 1, e Michelle Klippstein per Rete 4.
I tre conduttori/alieni venivano così ospitati in un appartamento da un maggiordomo, Ambrogio (Luigi Uzzo) e la Cansino, dove vengono loro mostrati filmati di repertorio provenienti dagli archivi delle tre reti Fininvest di trasmissioni di diverso genere, anteprime e contenuti inediti ("dietro le quinte") di trasmissioni in produzione in quel periodo e incontri con i protagonisti della televisione commerciale. Si trattava di uno dei primi show metatelevisivi, volti alla valorizzazione degli archivi e del repertorio dei canali Fininvest attraverso dei filmati introdotti dalle gag dei conduttori.
Al termine delle dodici puntate, i tre alieni si trasformarono in esseri umani dopo aver assimilato così tante nozioni riguardanti la televisione "terrestre".
La sigla del programma, I Marziani, era interpretata dagli stessi Trettré, mentre quella finale era intitolata Dynamite e cantata da Angela Cavagna, showgirl emergente e poco tempo dopo "infermiera" di Striscia la notizia, inclusa nel suo disco Io vi curo ma uscita anche come 45 giri.

### Accoglienza e critica
La trasmissione è andata in onda nell'estate successiva alla sitcom dei Trettré I-taliani, trasmessa con successo da Italia 1 nella stagione appena conclusa, e data anche la collocazione (sulla seconda rete del gruppo Fininvest) era prevalentemente dedicata ad un pubblico giovane. Il programma ottenne un ottimo successo di pubblico soprattutto nel pubblico dei giovanissimi pur essendo stato prodotto a basso budget. Negli anni successivi il programma è stato riproposto in replica prima dal canale satellitare Happy Channel e successivamente da Mediaset Extra nel periodo delle feste natalizie del 2016.